# 가미만리키촌
가미만리키촌(上万力村)은 일본 야마나시현 히가시야마나시군에 설치되었던 촌이다. 현재의 야마나시시 만리키에 해당한다.